# Palmetto - Un torbido inganno
Palmetto - Un torbido inganno (Palmetto) è un film del 1998 diretto da Volker Schlöndorff e tratto dal romanzo Mossa decisiva di James Hadley Chase.
Le riprese del film si svolsero dal 15 aprile 1997 al 13 giugno 1997.

## Trama
Harry Barber sta scontando una pena detentiva dopo essere stato incastrato in uno scandalo di corruzione.
Prima del suo arresto, era un giornalista per un quotidiano della Florida che aveva scoperto la diffusa corruzione nel governo locale. Dopo aver rifiutato una tangente che avrebbe assicurato il suo silenzio, Harry aveva trovato i fondi depositati sul suo conto in banca ed era stato arrestato e condannato. Due anni dopo viene finalmente rilasciato quando la testimonianza di un ex poliziotto lo scagiona.
Sebbene sia amareggiato contro i funzionari della città, Harry torna a Palmetto con la sua ragazza Nina, che lo ha aspettato pazientemente. Incapace di trovare un lavoro, trascorre le sue giornate oziando in un bar locale, dove un giorno entra Rhea Malroux, una donna molto attraente, moglie dell'uomo più ricco della città, che gli offre un lavoro: aiutare lei e la figliastra Odette a estorcere al vecchio Malroux mezzo milione di dollari con un falso rapimento della stessa Odette, dietro compenso di cinquantamila dollari.
Tentato sia dal fascino seducente di Rhea che dalla prospettiva di soldi facili, Harry si mette all'opera. Per prima cosa, va alla villa dei Malroux per controllare chi sia realmente Rhea. Quindi incontra Rhea in privato in un bungalow sulla spiaggia per appianare i dettagli, e in tale occasione i due hanno un rapporto sessuale. Infine, chiede di incontrare Odette, per assicurarsi che sia davvero coinvolta nel piano. Dopo che tutte queste cose sembrano essere verificate, Harry è pronto ad eseguire il piano.
Quando Odette scompare (il piano è che rimarrà fuori città per alcuni giorni, finché suo padre non pagherà i soldi) la polizia viene inaspettatamente informata della scomparsa, cosa non prevista dal piano. I poliziotti si rivolgono ad Harry per offrirgli il compito di addetto stampa per tenere a bada i giornalisti. Il cognato di Harry infatti è un ottimo detective e, sapendo che Harry scriveva per il giornale, ritiene che Harry potrebbe efficacemente tenere informata la stampa, ma anche allentarne la pressione sui detective che stanno lavorando al caso. Quindi ora Harry è coinvolto nel finto rapimento ma fa anche parte della squadra investigativa della polizia.
Quando Harry scopre il cadavere di Odette e lo nasconde nella propria auto, si rende conto di essere in un mare di guai. Grazie a una registrazione fatta in occasione dell'incontro nel bungalow con Rhea Malroux, costringe Donnely, l'amante di questa, ad aiutarlo a sbarazzarsi del cadavere. 
Quando in seguito il cadavere della vera Odette viene scoperto proprio nel bungalow locato da Harry, quest'ultimo capisce di essere stato ingannato, e smascherato dal padrone del bungalow, fugge ma viene ferito. Costretto a confessare tutto alla polizia e a collaborare con loro per arrestare i due, si  
Grazie a un microfono nascosto negli abiti, la polizia interviene prima che Harry e Nina vengano uccisi con dell'acido che hanno preparato. Donnely finisce accidentalmente nell'acido e muore, mentre Rhea e Harry vengono arrestati per i differenti ruoli ricoperti nel rapimento e nell'omicidio.   
Il film si chiude con Harry che cerca di trasformare la sua storia in una sceneggiatura e così facendo scrive i titoli di coda del film.      

## Location
Fort Myers e PalmettoF.